# Радимичи
Радимичи су били словенско племе које према Повести минулих лета потиче од племена Љахи од кога се одвојило и населило око реке Соже и са источне стране горњег тока реке Дњепар. 
Име племена потиче од имена првог владара племена Радима. У 11. и 12. веку Радимичи су имали неколико познатих градова као што су: Гомељ, Чечерск, Вшчиж, Ропејск и Стародуб.

## Историја
О Радимичима се зна да су средином 9. века плаћали данак Хазарима. Кнез Олег од Новгорода је 885. године покорио Радимиче, након чега постају део Кијевске Русије. Године 907. Радимичи су поменути као део Олегове војске који је учествовао у војном походу на Византијско царство. Радимичи су покушали да се ослободе власти Кијевске Русије 984. године али их је на реци Пишчан поразила војска Кнеза Владимира Великог. 
Када је након смрти кнеза Јарослава Кијевска Русија подељена на удеоне кнежевине, западни део радимичке земље је припао Смоленској, а источни Черниговској кнежевини. 
Данас је земља Радимича подељена имеђу Черниговске и Смоленскске области.